# 曹幼民
曹幼民（1912年—2001年4月26日），原名曹荫春，男，直隶望都人，中华人民共和国政治人物，曾任甘肃省人大常委会副主任，河北省人大常委会副主任。